# Dallas Frazier
Dallas June Frazier (* 27. Oktober 1939 in Spiro, Oklahoma; † 14. Januar 2022 in Gallatin, Tennessee) war ein US-amerikanischer Country-Sänger und Songwriter. In den 60er Jahren schrieb er mehrere Nummer-1-Hits.

## Leben
Der aus Oklahoma stammende Dallas Frazier wuchs im kalifornischen Bakersfield auf. Im Alter von zwölf Jahren gewann er einen Talentwettbewerb, der von Ferlin Husky durchgeführt wurde. Husky nahm das Nachwuchstalent, das mehrere Instrumente beherrschte, in seine Band auf. Zwei Jahre später wurden für das Capitol-Label einige Singles eingespielt. Vier Jahre lang war Frazier Ensemblemitglied der Fernsehshow Hometown Jamboree.
In der Country- und Popszene wurde er 1960 bekannt, als die Hollywood Argyles mit seinem Song Alley Hoop einen Nummer-1-Hit landeten. Der mittlerweile verheiratete, tief religiöse Frazier zog sich anschließend für einige Jahre aus dem Showgeschäft zurück. 1963 überredete Husky seinen ehemaligen Schützling zu einem Neuanfang. Gemeinsam mit seiner Frau zog er daraufhin nach Nashville, wo er als Songwriter arbeitete.
1966 gelang ihm der endgültige Durchbruch. Zunächst erreichte Jack Greene mit seinem einige Jahre vorher geschriebenen There Goes My Everything den Spitzenplatz der Country-Charts. Das Lied wurde CMA-Song des Jahres und von zahlreichen Interpreten aufgenommen, unter ihnen Elvis Presley und Engelbert Humperdinck, der damit Jahre später einen Millionenhit erzielte. Connie Smith schaffte mit Ain’t Had No Lovin’ Platz drei. George Jones erreichte mit Dallas-Frazier-Songs mehrfach Top-10-Platzierungen. Im selben Jahr  schrieb er Elvira. Dieser Titel wurde zunächst von ihm selbst und dann von Rodney Crowell interpretiert.
Zahlreichen weiteren Größen der Country-Szene wie Charley Pride, Merle Haggard oder Carl Smith griffen auf sein Material zurück. Er selbst hatte mit seinen eigenen Songs trotz einer passablen Stimme nur wenig Erfolg. 1976 wurde er in die Nashville Songwriters Hall of Fame gewählt. Anfang der 80er Jahre erzielten die Oak Ridge Boys mit Elvira einen Nummer-1-Hit. Dallas Frazier stand plötzlich wieder im Rampenlicht, kehrte aber überraschend Nashville und dem Musikgeschäft den Rücken zu. Er hatte Alkoholprobleme, und seine Ehe kriselte. 1988 wurde er ein nichtkonfessioneller christlicher Geistlicher und war von 1999 bis 2006 Pastor der Grace Community Fellowship in der Kleinstadt White House, Tennessee.
Nach seiner Pensionierung als Pastor im Jahr 2006 kehrte Frazier zu seiner Karriere als Musiker zurück. Im Jahr 2011 veröffentlichte er das Album Writing & Singing Again.

## Diskografie

### Studioalben
- 1966: Elvira
- 1967: Tell It Like It Is
- 1970: Singing My Songs
- 1971: My Baby Packed Up My Mind and Left Me

### Singles
| Jahr | Titel Album                                            | Höchstplatzierung, Gesamtwochen, AuszeichnungChartplatzierungen (Jahr, Titel, Album, Platzierungen, Wochen, Auszeichnungen, Anmerkungen) | Höchstplatzierung, Gesamtwochen, AuszeichnungChartplatzierungen (Jahr, Titel, Album, Platzierungen, Wochen, Auszeichnungen, Anmerkungen) | Anmerkungen |
| Jahr | Titel Album                                            | US | Country | Anmerkungen |
| ---- | ------------------------------------------------------ | --- | --- | ----------- |
| 1966 | Elvira                                                 | US72 (4 Wo.)US | — |             |
| 1967 | Everybody Oughta Sing a Song                           | — | Country28 (11 Wo.)Country |             |
| 1968 | The Sunshine of My World                               | — | Country43 (8 Wo.)Country |             |
| 1968 | I Hope I Like Mexico Blues                             | — | Country59 (5 Wo.)Country |             |
| 1969 | The Conspiracy of Homer Jones                          | — | Country63 (9 Wo.)Country |             |
| 1969 | California Cotton Fields Singing My Songs              | — | Country45 (10 Wo.)Country |             |
| 1970 | The Birthmark Henry Thompson Talks About               | — | Country45 (7 Wo.)Country |             |
| 1971 | Big Mable Murphy My Baby Packed Up My Mind and Left Me | — | Country43 (8 Wo.)Country |             |
| 1972 | North Carolina                                         | — | Country42 (11 Wo.)Country |             |

Weitere Singles
- 1954: Space Command
- 1966: Just a Little Bit of You
- 1966: Especially for You
- 1967: My Woman Up’t and Gone
- 1970: She Wants to Be Good
- 1971: My Baby Packed Up My Mind and Left Me
- 1971: High Steppin’ Mama
- 1973: Let That Lonesome Fiddle Man Take the Lead

## Auszeichnungen
- 1967: CMA – Song Of The Year: „There Goes Me Everything“
- 1967: TNN – Song Of The Year: „There Goes My Everything“
- 1969: TNN – Song Of The Year: „All I Have To Offer You Is Me“
- 1982: TNN – Song Of The Year: „Elvira“
- 1976: Nashville Songwriters Hall of Fame